# László Schonbrodt
László Schonbrodt (Verviers, 30 mei 1986) is een Belgisch marxistisch politicus voor de PVDA (PTB).

## Biografie
Schonbrodt studeerde sociologie aan de ULB en daarna aan de Universiteit Luik. Aan beide universiteiten was hij actief bij verschillende studentenverenigingen, waaronder de Fédération des étudiants francophones (FEF), de federatie van Franstalige studenten. en tijdens zijn studententijd sloot hij zich tevens aan bij Comac, de jongerenafdeling van de PVDA-PTB.
In 2009 werd hij lid van de PTB en in 2013 werd hij voorzitter van de PTB-afdeling van de stad Verviers. Sinds december 2018 is Schonbrodt gemeenteraadslid van de stad en is hij voorzitter van de PTB-fractie in de gemeenteraad.
Bij de Waalse verkiezingen van mei 2014 voerde hij de PTB-lijst in het arrondissement Verviers aan, maar greep hij door de grillen van de apparentering naast een zetel. Vervolgens was hij van 2014 tot 2019 parlementair medewerker van Frédéric Gillot en Ruddy Warnier, in die legislatuur de twee PTB-vertegenwoordigers in het Waals Parlement. Na de Waalse verkiezingen van mei 2019, waarbij hij als eerste opvolger op de PTB-lijst in het arrondissement Verviers stond, werd hij politiek secretaris van de fractie in het Waals Parlement, die na de verkiezingen tien leden telde.  
In november 2022 legde Schonbrodt de eed af als Waals Parlementslid en lid van het Parlement van de Franse Gemeenschap. Hij volgde Samuel Nemes op, die om gezondheidsredenen ontslag had genomen uit zijn parlementaire functies. Daarnaast werd hij als vervanger van Nemes deelstaatsenator in de Senaat. In het Waals Parlement werd Schonbrodt lid van de commissie Economie, Ruimtelijke Ordening en Landbouw en in het Franse Gemeenschapsparlement vicevoorzitter van de commissie Begroting, Openbaar Ambt, Gelijke Kansen en Schoolgebouwen. Van december 2022 tot juni 2024 was Schonbrodt tevens secretaris van het Waals Parlement. Bij de Waalse verkiezingen van juni 2024 werd hij niet herkozen.